# Titularbistum Badiae
Badiae (italienisch Badie) ist ein Titularbistum der römisch-katholischen Kirche.
Es geht zurück auf einen früheren Bischofssitz im antiken Ort gleichen Namens, der sich in der römischen Provinz Numidia befand.
| Titularbischöfe von Badiae |                            |                                            |                    |                   |
| Nr.                        | Name                       | Amt                                        | von                | bis               |
| 1                          | Joseph Grueter CMM         | Apostolischer Vikar von Umtata (Südafrika) | 3. April 1941      | 11. Januar 1951   |
| 2                          | Rubén Isaza Restrepo       | Weihbischof in Cartagena (Kolumbien)       | 18. Dezember 1952  | 4. November 1956  |
| 3                          | Harry Anselm Clinch        | Weihbischof in Monterey-Fresno (USA)       | 5. Dezember 1956   | 16. Oktober 1967  |
| 4                          | Alfredo Viola              | emeritierter Bischof von Salto (Uruguay)   | 1. Januar 1968     | 28. November 1970 |
| 5                          | Simeon Anthony Pereira     | Weihbischof in Rawalpindi (Pakistan)       | 3. Juli 1971       | 17. Dezember 1973 |
| 6                          | David Arias Pérez OAR      | Weihbischof in Newark (USA)                | 25. Januar 1983    | 9. Mai 2019       |
| 7                          | Ricardo Aldo Barreto Cairo | Weihbischof in Caracas (Venezuela)         | 17. September 2019 | 11. Januar 2024   |
| 8                          | Edilson de Souza Silva     | Weihbischof in São Paulo (Brasilien)       | 21. Februar 2024   |                   |